# Штајнкирхен (Горња Баварска)
Штајнкирхен (њем. Steinkirchen) град је у њемачкој савезној држави Баварска. Једно је од 26 општинских средишта округа Ердинг. Према процјени из 2010. у граду је живјело 1.140 становника. Посједује регионалну шифру (AGS) 9177138.

## Географски и демографски подаци
Штајнкирхен се налази у савезној држави Баварска у округу Ердинг. Град се налази на надморској висини од 493 метра. Површина општине износи 18,1 km². У самом граду је, према процјени из 2010. године, живјело 1.140 становника. Просјечна густина становништва износи 63 становника/km².